# Saltillo (comune)
Saltillo è la capitale dello Stato del Coahuila, in Messico.
Sita 900 chilometri a nord di Città del Messico, conta una popolazione di circa 800 000 abitanti ed è stata fondata nel 1577.

## Amministrazione

### Gemellaggi
- Windsor